# Асирија (провинција)
Асирија (лат. Assyria) је била једна од три провинције које је са Јерменијом и Месопотамијом, основао римски цар Трајан 116. године, након успешног војног похода против Партије. Провинција се налазила на подручју данашњег Ирака, а бившег Асирског царства. Главни град провинције је био Ктесифон. Након Трајанове смрсти, његов наследник Хадријан одлучује да напусти најисточније три провинције 118.